# 선태림땃쥐
선태림땃쥐(Crocidura musseri)는 땃쥐과에 속하는 포유류의 일종이다. 인도네시아의 토착종이다.